# Mediaset Infinity (España)
Mediaset Infinity, entre 2011 y 2025 conocido como Mitele, es un servicio de transmisión por internet y televisión de Mediaset España, disponible en teléfonos móviles, tabletas, computadoras personales y televisores inteligentes.

## Historia
Tras finalizar la fusión de Gestevisión Telecinco y Sogecuatro en enero de 2011, en noviembre del mismo año, Mediaset España anunció el lanzamiento de Mitele, la plataforma de streaming del grupo audiovisual con los contenidos de todas sus cadenas, como programas, series, telefilmes, miniseries, películas, informativos, deportes, documentales y música, así como el canal 24 horas de Gran Hermano durante los meses de concurso. Igualmente, cuenta con los canales exclusivos Fun, Unplugged y Wala!, emitiendo el primero de ellos una recopilación de los mejores contenidos de humor emitidos en Mediaset; el segundo, series y programas que hicieron historia en el grupo audiovisual, y el tercero, contenidos destinados al público infantil y juvenil.
En mayo de 2025, Mediaset anunció que Mitele pasaría a llamarse Mediaset Infinity desde el 24 de junio, como su homóloga italiana.

## Infinity+
Por otro lado, la plataforma cuenta con un servicio de distribución de contenidos de pago llamado Infinity+ (anteriormente Mitele Plus). Este fue puesto en marcha el 22 de julio de 2019 y permite la visualización de contenidos exclusivos y sin interrupciones para los suscriptores, como eventos deportivos o realities. En diciembre de 2021, la plataforma contaba con más de 207 000 suscripciones.
En junio de 2020, el canal internacional Cincomas cesó sus emisiones e integró toda su oferta en Mitele Plus Internacional. Aun así, el 18 de febrero de 2022, Mitele Plus Internacional dejó de operar en varias plataformas.

## Logos

2016-2025
2025-act.